# Ватилък
Вижте пояснителната страница за други значения на Ватилакос.
Ватилък или понякога членувано Ватилъка (изписване до 1945 година: Ватилѫкъ; на гръцки: Βαθύλακκος) е село в Гърция, в дем Илиджиево (Халкидона), област Централна Македония с 2316 жители (2011).

## География
Селото е разположено в Солунското поле на 29 километра северозападно от Солун и на 5 километра северно от Каваклиево (Агиос Атанасиос).

## История

### В Османската империя
Ватилък първоначално е село, но след това е превърнато в чифлик. Разположението му в североизточната част на Солунското поле го изолира от основните пътни връзки. Селото плаща извънредни данъци.
В 1860 година в селото е издигната църквата „Свети Николай“. В „Етнография на вилаетите Адрианопол, Монастир и Салоника“, издадена в Константинопол в 1878 година и отразяваща статистиката на населението от 1873 година, Върти лък (Varti-lac) е посочено като село с 257 домакинства и 1298 жители българи.
В 1900 година според Васил Кънчов („Македония. Етнография и статистика“) във Ватилък (Кади Кьой живеят 600 българи християни. По данни на секретаря на Българската екзархия Димитър Мишев („La Macédoine et sa Population Chrétienne“) в 1905 година във Ватилък (Vatilak) има 640 българи екзархисти и работи българско училище.
Според преброяването от 1905 година в селото има 572 българи екзархисти.
При избухването на Балканската война в 1912 година петима души от Ватилък са доброволци в Македоно-одринското опълчение.

### В Гърция
В 1913 година след Междусъюзническата война Ватилък остава в Гърция. В 1918 година става част от община Бугариево, към която принадлежи до 1930 година. В 1921 година в селото са заселени няколко семейства гърци бежанци от Северна и Източна Тракия. В същата година е основано основното училище. Българското му население се изселва и на негово място са настанени гърци бежанци, предимно от смирненското село Севдикьой - около 150 семейства. Заселени са бежанци и от други части на Западна Мала Азия - Али ага и Арап чифлик, Менеменско, Колдере, Магнисийско, Чешнир, Бурсенско, и полуостров Еритрея. В 1928 година Ватилък е бежанско село с 250 бежански семейства и 997 жители бежанци.
В 2001 година Ватилък има 2343 жители, а в 2011 година - 2316.

## Личности
Родени във Ватилък
- Алекси Димитров (Алексо, 1874 – ?), македоно-одрински опълченец, Солунски доброволчески отряд, Първа рота на Четиринадесета воденска дружина[11]
- Божин Димитров Проданов (1871 - ?), български общественик и революционер, македоно-одрински опълченец, Сборна партизанска рота на МОО[12]
- Георги Атанасов (1877/1878 – ?), македоно-одрински опълченец, четата на Гоце Бърдаров, Трета рота на Четиринадесета воденска дружина[13]
- Георги Христов, български революционер от ВМОРО, четник на Кимон Георгиев[14]
- Елена Кавракирова (около 1892 - 1972), българска учителка и революционерка
- Костадин Атанасов (1886 – ?), македоно-одрински опълченец, Солунски доброволчески отряд[15]
- Панде Кръстев (1890 – ?), македоно-одрински опълченец, живеещ в Солун, Солунски доброволчески отряд, нестроева рота на Петнадесета щипска дружина[16]
- Пенчо Кавракиров (Петър), български революционер
- Трайко Христов (1899 – 1934), български политик, комунист
- Христо Кавракиров, български революционер
- Яким Кавракиров, български революционер

Свързани с Ватилък
- Венцислав Кавракиров (1917 – 2009), български лекар, по произход от Ватилък
- Симеон Кавракиров (1898 – 1934), български революционер, по произход от Ватилък